# V357 Carinae
V357 Carinae (a Car) – gwiazda w gwiazdozbiorze Kila, znajdująca się w odległości około 447 lat świetlnych od Słońca.

## Nazwa
V357 Carinae to oznaczenie tej gwiazdy jako gwiazdy zmiennej. Ma ona także oznaczenie Bayera a Carinae (małą literą; A Carinae to inna gwiazda).

## Charakterystyka
Jest to białobłękitna gwiazda podwójna, należąca do typu widmowego B2. Jest zaklasyfikowana jako gwiazda ciągu głównego lub podolbrzym. Widmo wskazuje na temperaturę 21 180 K, układ świeci 5060 razy jaśniej niż Słońce. Natura tego układu nie jest znana. Okres orbitalny układu jest krótki, zaledwie 6,7447 doby i gwiazdy są na tyle bliskie, aby się wzajemnie deformować. Nie wiadomo jednak, czy składniki są podobnymi gwiazdami, czy też jedna z gwiazd emituje większość obserwowanego promieniowania.
Jeśli jeden składnik dominuje, to można określić, że ma on promień 5,3 razy większy niż Słońce i najprawopodobniej obraca się wokół osi synchronicznie z obiegiem obu składników wokół środka masy. W tym przypadku główna gwiazda ma masę 8,5 masy Słońca, wiek około 15 milionów lat i jest w połowie okresu syntezy wodoru w hel. Masa ta jest bliska granicy, powyżej której następuje eksplozja supernowej, choć może też skończyć życie jako biały karzeł o dużej masie. Tym niemniej także w takim przypadku dopływ masy z drugiego składnika może spowodować eksplozję.
Jeżeli składniki są identyczne, to ich masy są równe około 7,5 M☉. Ich okresy obrotu są w tym przypadku trochę krótsze niż okres orbitalny (5,4 doby). Z mniejszą masą obie gwiazdy zakończą życie jako białe karły, ale jeśli w wyniku działania sił pływowych i ewolucji układu zbliżą się, może dojść do ich zlania i wybuchu supernowej także w tym przypadku.
V357 Carinae znajduje się w obrębie asteryzmu Fałszywego Krzyża.